# William V. Skall
William V. Skall (* 5. Oktober 1897 in Chicago, Illinois; † 22. März 1976 in Los Angeles, Kalifornien) war ein US-amerikanischer Kameramann.

## Leben
William V. Skall begann seine Tätigkeit beim Film unmittelbar nach Abschluss seiner Schulzeit. Er arbeitete zwei Jahrzehnte als Mitglied der Kamera-Crew, bevor er 1936 bei 20th Century Fox erstmals als Chefkameramann Verantwortung trug. Skall galt als Spezialist für Technicolor-Filme. Größere künstlerische Bedeutung als die Fotografie für Großproduktionen wie Quo Vadis hatte seine Mitarbeit bei Cocktail für eine Leiche unter der Regie von Alfred Hitchcock. Der Film kam mit ganz wenigen Schnitten aus, die einzelnen Szenen waren so lang, wie es die damals üblichen Filmrollen erlaubten. Mehrfach war Skall für den Oscar für die beste Kamera nominiert und gewann ihn 1949 für Die Jungfrau von Orleans.
Ab Mitte der 1950er Jahre war er vor allem an Fernsehserien beteiligt, seine letzten Arbeiten als Kameramann stammen aus dem Jahr 1961.

## Filmografie (Auswahl)
- 1935: Oberst Shirley (The Little Colonel)
- 1936: Tanzende Piraten (Dancing Pirate)
- 1937: Königin Viktoria (Victoria the Great)
- 1937: Penny Wisdom (Kurzfilm)
- 1938: Sixty Glorious Years
- 1939: Die kleine Prinzessin (The Little Princess)
- 1939: The Mikado
- 1940: Nordwest-Passage (Northwest Passage)
- 1940: Rache für Jesse James (The Return of Frank James)
- 1941: Der letzte Bandit (Billy the Kid)
- 1942: To the Shores of Tripoli
- 1942: Piraten im karibischen Meer (Reap the Wild Wind)
- 1942: Arabische Nächte (Arabian Nights)
- 1946: Der Himmel voller Geigen (The Time, the Place and the Girl)
- 1946: Tag und Nacht denk’ ich an Dich (Night and Day)
- 1947: Unser Leben mit Vater (Life with Father)
- 1947: Lied des Orients (Song of Shehezerade)
- 1947: My Wild Irish Rose
- 1948: Cocktail für eine Leiche (Rope)
- 1948: Johanna von Orleans (Joan of Arc)
- 1950: Kim – Geheimdienst in Indien (Rudyard Kipling’s Kim)
- 1951: Quo vadis? (Quo Vadis)
- 1952: Zwei räumen auf (Cripple Creek)
- 1952: An der Spitze der Apachen (The Half-Breed)
- 1952: Lady Rotkopf (The Golden Hawk)
- 1954: Der silberne Kelch (The Silver Chalice)
- 1955: Man in Space (Folge 20 der Serie Disneyland)
- 1957: Befiehl du deine Wege (All Mine to Give)